# Platycoryne ochyrana
Platycoryne ochyrana är en orkidéart som beskrevs av Szlach., Mytnik, Rutk., Jerch. och Baranow. Platycoryne ochyrana ingår i släktet Platycoryne och familjen orkidéer. Inga underarter finns listade i Catalogue of Life.